# Dix-septième gouvernement de Nouvelle-Calédonie
Nouvelle-Calédonie
Santa Ponga
Le dix-septième gouvernement de la Nouvelle-Calédonie, également dit gouvernement Mapou, est le gouvernement local de la collectivité française de Nouvelle-Calédonie entre le 16 juillet 2021 et le 24 décembre 2024, sous la 5e législature du Congrès.
Il est présidé par l'indépendantiste Louis Mapou, de l'Union nationale pour l'indépendance, et compte 11 membres, soit le maximum prévu par la loi organique relative au territoire. Élu par les membres du Congrès le 17 février 2021, il ne sera cependant opérationnel que 5 mois plus tard, à l'issue de l'élection du président. Il entre officiellement en fonction le 16 juillet 2021, soit la date limite pour l'investiture de l'exécutif.
Il succède au gouvernement du loyaliste Thierry Santa et cède le pouvoir au gouvernement du loyaliste kanak Alcide Ponga.

## Historique du mandat

### Formation
Le 2 février 2021, l'ensemble des membres indépendantistes du gouvernement Santa et leurs suivants de liste remettent leur démission, entraînant la chute officielle de l'exécutif, justifiant leur décision par une "dynamique institutionnelle en panne". Une manœuvre qui sera dénoncée par l'alliance loyaliste l'Avenir en confiance et le parti Générations NC .
Le 11 février, le Congrès a fixé, par délibération, le nombre de membres du nouveau gouvernement à former à 11, soit le maximum prévu par la loi organique, et la date de l'élection est finalement établie au 17 février. Du fait du ralliement du parti centriste l'Éveil océanien au camp indépendantiste, celui-ci obtient la majorité au gouvernement pour la première fois depuis l'accord de Nouméa, avec 6 membres sur 11.
Cependant, réunis une première fois le jour même de leur élection, ses membres n'arrivent pas à départager le sortant non-indépendantiste Thierry Santa, l'UC Samuel Hnepeune et l'UNI-Palika Louis Mapou pour la présidence. Chacun n'a recueilli que les suffrages de sa liste, soit respectivement quatre, trois et trois voix, pour un bulletin blanc (celui de Calédonie ensemble). Le gouvernement ne pouvant entrer en fonction qu'une fois son président et son vice-président désignés, c'est l'exécutif précédent qui, en attendant, assure les affaires courantes.
De nouvelles convocations pour élire un président ont lieu le 2 mars 2021 puis le 1er avril 2021 (avec deux tours de scrutin), avec les mêmes résultats, ce qui a pour conséquence de laisser la finalisation du budget de la Nouvelle-Calédonie à l'État (à travers la Chambre territoriale des comptes) faute d'avoir pu être adopté par les institutions locales avant le 31 mars 2021. Une quatrième tentative a lieu le 12 mai 2021, se soldant par un nouvel échec pour départager les candidats qui ne sont alors plus que deux, Thierry Santa (toujours quatre voix) et Samuel Hnepeune (encore trois votes), l'élu de Calédonie ensemble s'abstenant à nouveau tandis que les trois membres de l'UNI ont boycotté cette séance, estimant « que les conditions n'étaient pas réunies pour que cette demande du haut-commissaire puisse aboutir à un résultat positif, notamment par l'élection d'un président et d'un vice-président », en raison, selon eux, d'un manque de discussion avec l'UC les semaines précédentes,.
Finalement, au début du mois de juillet 2021, après cinq mois de crise institutionnelle, le président UC du Congrès, Rock Wamytan, annonce qu'un accord a été trouvé entre les formations indépendantistes et qu'un candidat commun, Louis Mapou, serait présenté ; celui-ci est élu le 8 juillet 2021. Le 17e gouvernement depuis l'accord de Nouméa entre en fonction le 16 juillet 2021 à minuit, date limite pour l'investiture de l'exécutif, soit une semaine après l'élection du président,. La vice-présidence est finalement attribuée le 22 juillet 2021 à Isabelle Champmoreau (non-indépendantiste de L'Avenir en confiance et du Mouvement populaire calédonien), tandis que les secteurs d'attribution et de contrôle sont répartis le même jour.

### Évolution
Le 14 décembre 2022, Joseph Manauté, chargé de l'environnement, remet sa démission pour raisons familiales. Il est remplacé par son suivant de liste Jérémie Katidjo-Monnier, qui reprend son portefeuille le lendemain, 15 décembre .
Le 28 août 2024, Vaimu'a Muliava, notamment chargé de la construction, de la fonction publique et de la transition numérique, annonce à son tour sa démission de l'exécutif, à la veille de l'élection du président du Congrès ainsi que le renouvellement du bureau de l'institution. Il est remplacé dans ses fonctions par l'indépendantiste Laurie Humuni, du Rassemblement démocratique océanien, qui devient donc la 2e femme que compte l'exécutif, en plus d'Isabelle Champmoreau.

### Succession
Depuis octobre, de nombreuses rumeurs circulent quant à une, voire plusieurs démissions possibles au sein de l'exécutif et qui entraînerait donc sa chute, sa gestion étant jugée trop déconnectée et individualistes des décisions prises par le Congrès . Vaimu'a Muliava avait d'ailleurs en octobre comparé le fossé entre l'institution parlementaire et l'exécutif à la fosse des Mariannes .
Le 24 décembre, Jérémie Katidjo-Monnier et ses suivants de liste démissionnent, ce qui fait tomber le gouvernement, dénonçant "une indépendance gouvernementale autoproclammée" . L'exécutif reste donc en place pour gérer les affaires courantes jusqu'à l'élection puis la mise en place officielle du prochain gouvernement, le 16 janvier 2025.

## Gouvernement précédent
Gouvernement Santa

## Gouvernement suivant
Gouvernement Ponga

## Candidatures et élection

### Listes
Les candidats indiqués en gras sont ceux membres du Congrès, élus en 2019.

### Résultat
|       | Liste                                          | Votes | %     | Sièges au Gouvernement | Détail du vote |
| ----- | ---------------------------------------------- | ----- | ----- | ---------------------- | --- |
|       | L'Avenir en confiance                          | 18    | 33,33 | 4                      | 17 des 18 du groupe de L'Avenir en confiance (8 des 9 L'Avenir en confiance ou 6 des 7 Rassemblement-LR ou un des 2 MPC) et l'unique élu de Générations NC |
|       | UC-FLNKS et Nationaliste avec L'Éveil océanien | 16    | 29,63 | 3                      | Les 16 de l'intergroupe UC-FLNKS et Nationaliste avec L'Éveil océanien (11 UC dont 1 UC Renouveau, 1 DUS, 1 LKS et 3 L'Éveil océanien)                     |
|       | UNI                                            | 14    | 25,93 | 3                      | Les 12 du groupe UNI (11 Palika et 1 UPM), 1 du Parti travailliste et 1 de L'Avenir en confiance                                                           |
|       | Calédonie ensemble                             | 6     | 11,32 | 1                      | Les 6 du groupe Calédonie ensemble |
| Total | Total                                          | 54    | 100   | 11                     | |

## Présidence et vice-présidence
- Président : Louis Mapou
- Vice-présidente : Isabelle Champmoreau

## Composition

### Issus de la liste du groupe L'Avenir en confiance
Parmi les quatre élus de cette liste de L'Avenir en confiance, deux sont du Rassemblement-Les Républicains (Rassemblement-LR), un des Républicains calédoniens (LRC) et une du Mouvement populaire calédonien (MPC).

#### Du Rassemblement-LR
| Personnalité     | Secteurs de compétence | Autres fonctions                                                                                              | Profession                | Commune - Province   |
| ---------------- | --- | --- | ------------------------- | -------------------- |
| Thierry Santa    | Travail - Emploi - Formation professionnelle Politique du « bien vieillir » - Handicap Questions relatives à la Recherche - Valorisation des ressources naturelles | Ancien président du gouvernement de la Nouvelle-Calédonie (2019-2021) Ancien président du Congrès (2015-2018) | Fonctionnaire territorial | Païta, Province Sud  |
| Yoann Lecourieux | Politiques du développement, d'aménagement et de cohésion du territoire Mise en œuvre des contrats de développement - Suivi des Grands projets Assurances - Droit civil - Droit commercial - Questions monétaires Francophonie (en lien avec le président) Questions de l'Audiovisuel Relations avec les communes | 1er adjoint puis maire de Dumbéa                                                                              | Fonctionnaire territorial | Dumbéa, Province Sud |

#### Des Républicains calédoniens
L'unique élu issu des Républicains calédoniens est par ailleurs un militant au niveau national de La République en marche.
| Personnalité      | Secteurs de compétence | Autres fonctions | Profession                 | Commune - Province   |
| ----------------- | --- | ---------------- | -------------------------- | -------------------- |
| Christopher Gygès | Économie numérique - Économie de la mer Transition énergétique - Développement des Énergies renouvelables Dialogue social - Suivi des Zones franches |                  | Économiste Chef de cabinet | Nouméa, Province Sud |

#### Du MPC
| Personnalité         | Secteurs de compétence | Autres fonctions | Profession   | Commune - Province   |
| -------------------- | --- | ---------------- | ------------ | -------------------- |
| Isabelle Champmoreau | Vice-présidente Enseignement Suivi des questions relatives à l'Enseignement supérieur Questions relatives à l'égalité des chances - Santé scolaire Sujets inhérents à la Famille - Égalité des genres - Lutte contre les violences conjugales Cause du Bien-être animal |                  | Institutrice | Nouméa, Province Sud |

### Issus de la liste du groupe UC-FLNKS et Nationaliste avec L'Éveil océanien
Les trois élus de cette liste sont, à l'origine, tous membres du Front de libération nationale kanak et socialiste (FLNKS) et de l'Union calédonienne (UC). Mais Samuel Hnepeune présente sa démission le 13 juillet 2021, deux jours avant l'entrée en fonction effective du gouvernement, et est donc remplacé par un élu de L'Éveil océanien, Vaimu'a Muliava. Ce dernier démissionne à son tour le 28 août 2024 et est remplacé par Laurie Humuni, du FLNKS et du Rassemblement démocratique océanien (RDO).

#### De l'UC-FLNKS
| Personnalité     | Secteurs de compétence | Autres fonctions                                                               | Profession                                                                       | Commune - Province    |
| ---------------- | --- | ------------------------------------------------------------------------------ | -------------------------------------------------------------------------------- | --------------------- |
| Gilbert Tyuienon | Porte-parole Fiscalité Transport - Mobilité - Prévention routière Aménagement - Infrastructures publiques Suivi des affaires minières - Fonds Nickel Prospective - Cohérence de l'action publique Relations avec le Congrès                                                                                              | Ancien vice-président du gouvernement (2011-2014 et 2019-2021) Maire de Canala | Fonctionnaire territorial                                                        | Canala, Province Nord |
| Mickaël Forrest  | Culture - Jeunesse - Sport Protection de l'enfance et de la jeunesse Actions en faveur de la solidarité Coordination et suivi du Plan territorial de sécurité et de prévention de la délinquance Promotion internationale du tourisme Suivi des Relations extérieures (en lien avec le président) Relations avec le CESE |                                                                                | Fonctionnaire territorial Directeur de la culture à la Province des îles Loyauté | Lifou, Îles Loyauté   |

#### De L'Éveil océanien puis du RDO
| Personnalité                                  | Secteurs de compétence | Autres fonctions                              | Profession               | Commune - Province   |
| --------------------------------------------- | --- | --------------------------------------------- | ------------------------ | -------------------- |
| Vaimu'a Muliava (démissionne le 28 août 2024) | Construction - Patrimoine immobilier - Moyens Urbanisme - Habitat Fonction publique - Modernisation de l'action publique Transition numérique - Développement de l'innovation technologique Suivi des relations avec les COM du Pacifique (en lien avec le président, jusqu'au 28 août 2024) | Conseiller municipal d'opposition de Dumbéa   | Restaurateur d'art Poète | Dumbéa, Province Sud |
| Laurie Humuni (à p. du 10 septembre 2024)     | Construction - Patrimoine immobilier - Moyens Urbanisme - Habitat Fonction publique - Modernisation de l'action publique Transition numérique - Développement de l'innovation technologique Suivi des relations avec les COM du Pacifique (en lien avec le président, jusqu'au 28 août 2024) | Conseillère municipale d'opposition de Nouméa | Géologue Chroniqueuse TV | Nouméa, Province Sud |

### Issus de la liste du groupe UNI
Les trois élus de cette liste sont membres du FLNKS et du Parti de libération kanak (Palika).
| Personnalité   | Secteurs de compétence | Autres fonctions                                                                 | Profession                                                                           | Commune - Province               |
| -------------- | --- | -------------------------------------------------------------------------------- | ------------------------------------------------------------------------------------ | -------------------------------- |
| Louis Mapou    | Président Relations extérieures - Sécurité civile Affaires coutumières - Mines - Suivi des Transferts de compétences Questions intéressant l'Identité et la Citoyenneté Relations avec le Sénat coutumier | Conseiller municipal d'opposition de Païta                                       | Géographe Cadre de l'ADRAF puis de la Sofinor Chef d'entreprise                      | Païta et Yaté, Province Sud      |
| Yannick Slamet | Porte-parole Budget - Finances Santé - Politique sanitaire - Suivi des Comptes sociaux - Plan Do Kamo Politique de solidarité                                                                             | Ancien 1er puis 2e vice-président de l'Assemblée de la Province Nord (2014-2021) | Fonctionnaire territorial Ancien directeur du Centre hospitalier du Nord (2000-2003) | Pouembout et Koné, Province Nord |
| Adolphe Digoué | Économie - Commerce extérieur Agriculture - Élevage - Pêche Questions inhérentes à la Production, au transport et à la réglementation de l'énergie électrique Relations avec les Provinces                | Ancien maire de Yaté (2001-2008 puis 2014-2020)                                  | Fonctionnaire territorial                                                            | Yaté, Province Sud               |

### Issu de la liste du groupe Calédonie ensemble
| Personnalité                                       | Secteurs de compétence | Autres fonctions                            | Profession                                                                    | Commune - Province                       |
| -------------------------------------------------- | --- | ------------------------------------------- | ----------------------------------------------------------------------------- | ---------------------------------------- |
| Joseph Manauté (démissionne le 14 décembre 2022)   | Développement durable - Environnement - Transition écologique Gestion et valorisation du Parc naturel de la mer de Corail Plan d’atténuation et d’adaptation aux effets du changement climatique Politique de l'eau - Transition alimentaire |                                             | Ingénieur forestier Écologue Directeur du parc provincial de la Rivière Bleue | Voh, Province Nord et Yaté, Province Sud |
| Jérémie Katidjo-Monnier (à p. du 15 décembre 2022) | Développement durable - Environnement - Transition écologique Gestion et valorisation du Parc naturel de la mer de Corail Plan d’atténuation et d’adaptation aux effets du changement climatique Politique de l'eau - Transition alimentaire | Conseiller municipal d'opposition de Nouméa | Architecte du patrimoine                                                      | Nouméa, Province Sud                     |